# 波氏奔蛛
波氏奔蛛（学名：Berlandina potanini）为平腹蛛科奔蛛属的动物。在中国大陆，分布于青海、内蒙、新疆等地，常栖息于石隙间或石块下。该物种的模式产地在青海。